# Hirtshals (parochie)
Hirtshals is een parochie van de Deense Volkskerk in de Deense gemeente Hjørring. De parochie maakt deel uit van het bisdom Aalborg en telt 6041 kerkleden op een bevolking van 6692 (2004).
Historisch was de parochie deel van de herred Vennebjerg. In 1970 werd Hirtshals een zelfstandige gemeente, die in 2007 opging in de vergrote gemeente Hjørring.
Asdal · Astrup · Bindslev · Bjergby · Byrum · Hals · Hirtshals · Hørmested · Horne · Lendum · Mosbjerg · Mygdal · Sindal · Sørig · Tolne · Tornby · Tversted · Uggerby · Ugilt · Vesterø · Vidstrup